# Diễn tập quân sự

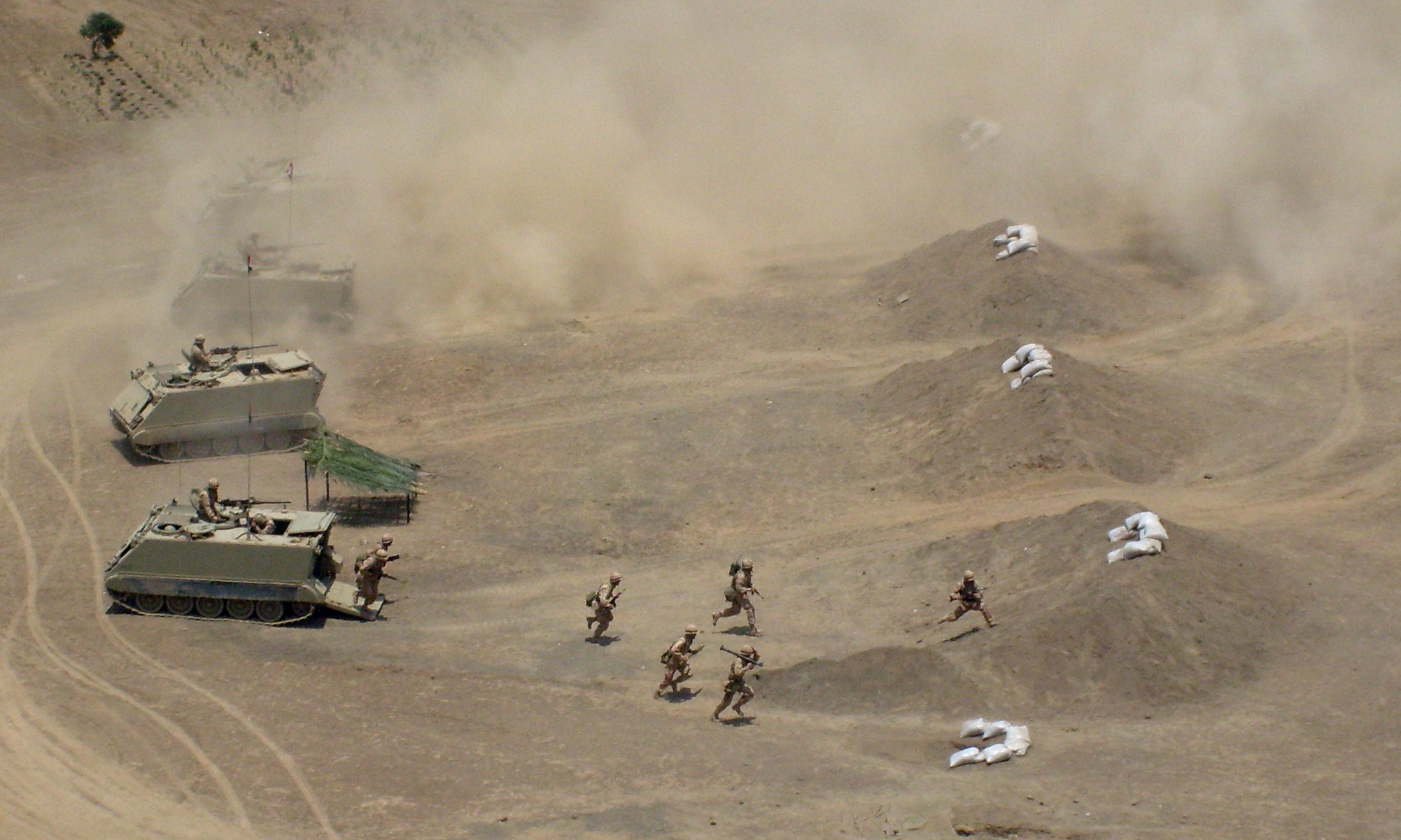
Quân đội Peru trong một cuộc tập trận.

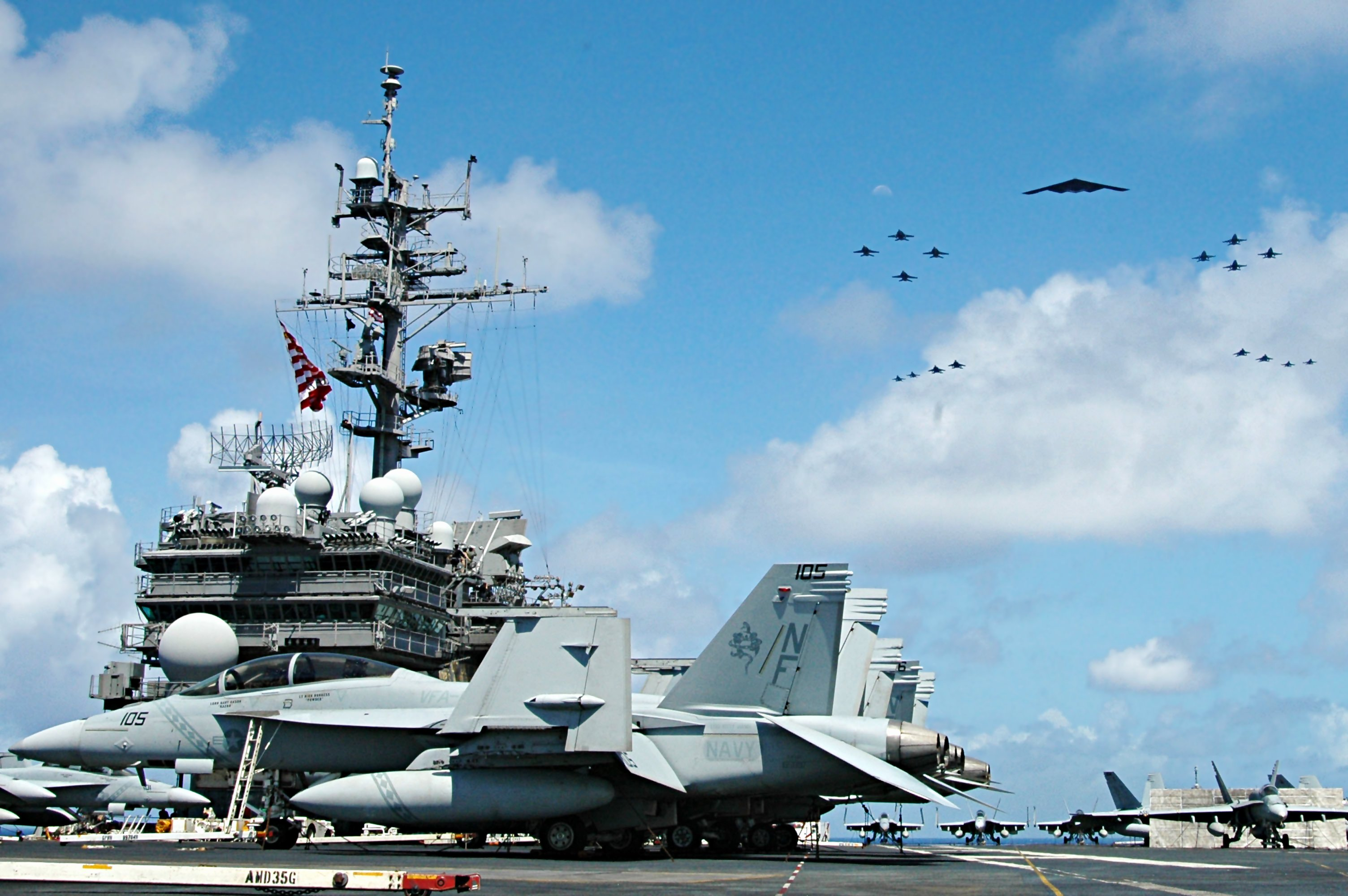
Tàu sân bay USS Kitty Hawk (CV-63) trong cuộc diễn tập quân sự của Hải quân Hoa Kỳ mang tên Lá chắn quả cảm (Valiant Shield) năm 2006.

Diễn tập quân sự hay tập trận là một sự kiện trong đó các bên tổ chức và tham gia sử dụng các tài nguyên quân sự để huấn luyện cho binh lính và sĩ quan trong quân đội cách thức tiến hành những chiến dịch quân sự, hoặc để thử nghiệm các chiến thuật và kỹ thuật quân sự mới mà không cần phải thông qua một cuộc xung đột vũ trang thật sự. Các cuộc tập trận trong thế kỷ 20 cũng sử dụng các mật danh tương tự như các chiến dịch thật sự.